# Fountainebleau
Fountaibleau es un lugar designado por el censo ubicado en el condado de Miami-Dade, en el estado estadounidense de Florida. En el Censo de 2010 tenía una población de 59.764 habitantes y una densidad poblacional de 5.124,36 personas por km².

## Geografía
Fountainebleau se encuentra ubicado en las coordenadas 25°46′28″N 80°20′58″O / 25.77444, -80.34944. Según la Oficina del Censo de los Estados Unidos, Fountainebleau tiene una superficie total de 11.66 km², de la cual 11.03 km² corresponden a tierra firme y (5.4%) 0.63 km² es agua.

## Demografía
Según el censo de 2010, había 59.764 personas residiendo en Fountainebleau. La densidad de población era de 5.124,36 hab./km². De los 59.764 habitantes, Fountainebleau estaba compuesto por el 91.24% blancos, el 2.18% eran afroamericanos, el 0.1% eran amerindios, el 1.46% eran asiáticos, el 0% eran isleños del Pacífico, el 3.02% eran de otras razas y el 1.99% pertenecían a dos o más razas. Del total de la población el 91.57% eran hispanos o latinos de cualquier raza.

## Localidades adyacentes
El siguiente diagrama muestra a las localidades en un radio de 8 km a la redonda de Fountainebleau. 